# 遠傳電信
25°01′33.6″N 121°32′57.5″E / 25.026000°N 121.549306°E

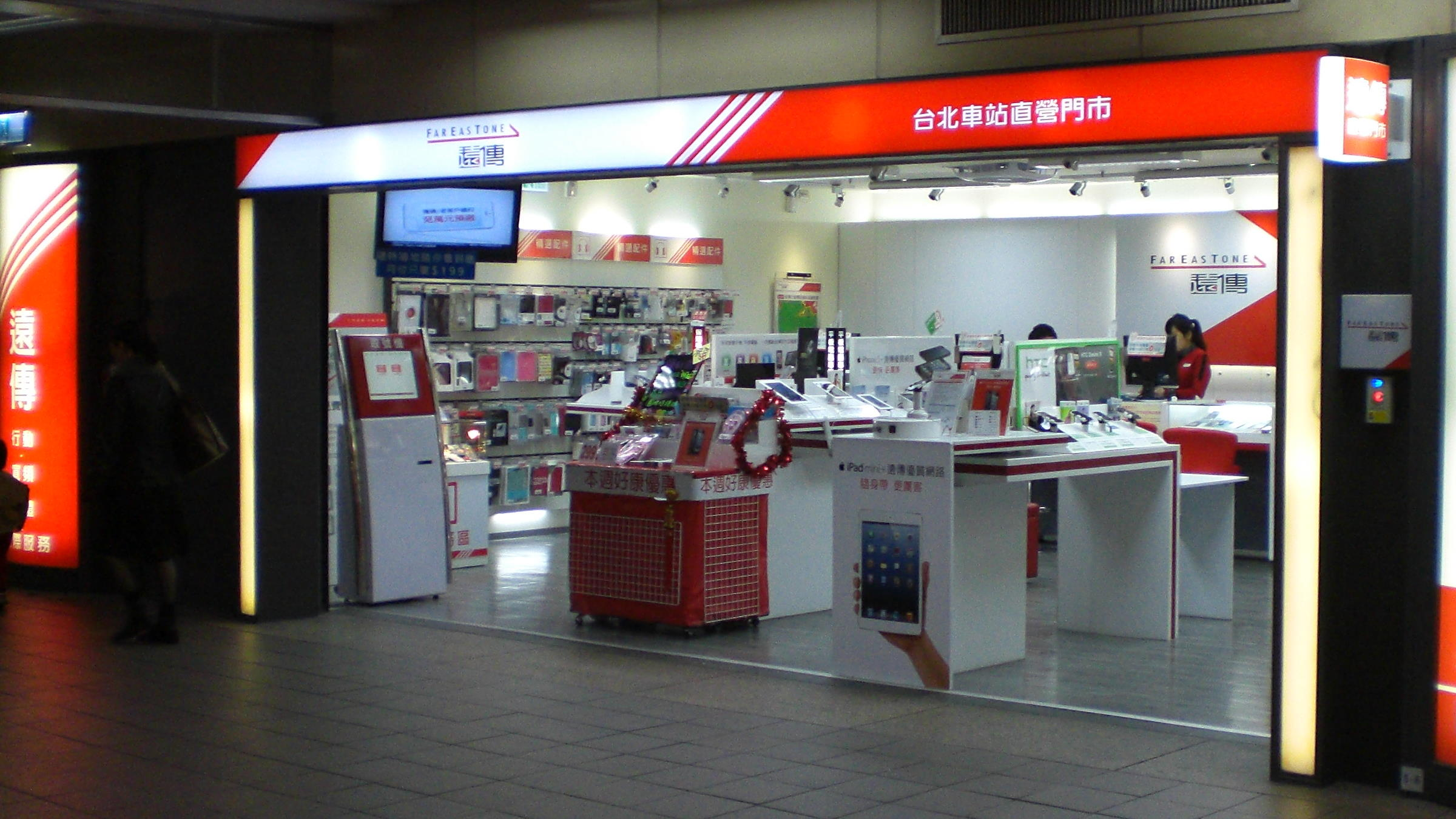
誠品站前店遠傳電信台北車站直營門市

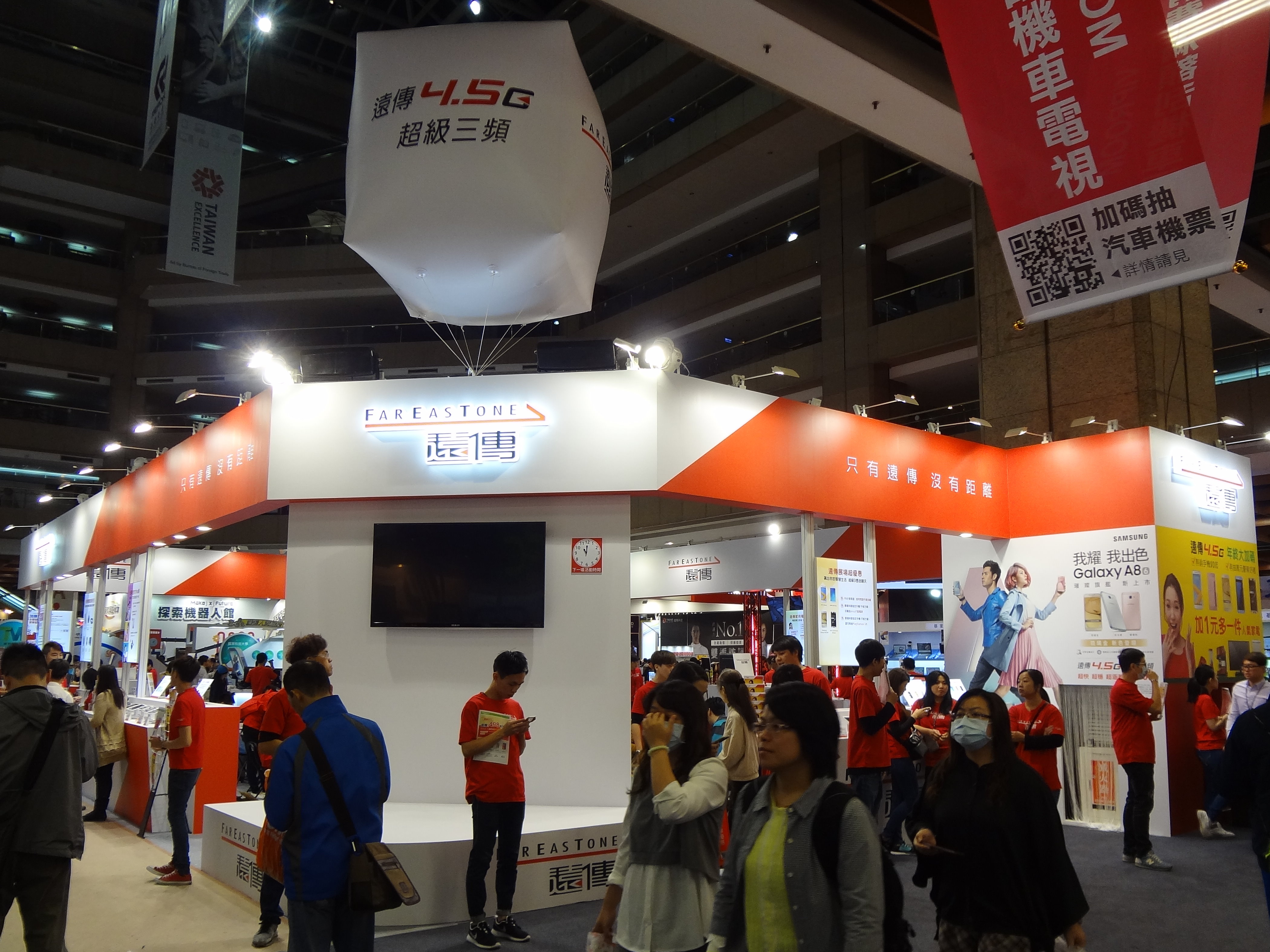
2016年台北資訊月，遠傳電信攤位

遠傳電信（簡稱遠傳）是臺灣的電信業者，由遠東集團投資成立。擁有WCDMA（3G）、LTE（4G）以及NR（5G）行動通訊業務。2023年12月行動寬頻用戶數約920萬戶，在臺灣的行動通訊市場佔有率約24.6%。

## 歷史
1996年10月，遠東集團與AT&T合資成立遠傳電信公司籌備處。1997年1月，遠傳電信獲得兩張行動通訊特許執照（GSM900與GSM1800），獲配行動電話門號冠碼為全區0936與北區0931。1998年1月，遠傳電信正式開台。
2001年12月，遠傳電信正式於財團法人中華民國證券櫃檯買賣中心掛牌上櫃，證券代號4904。2002年2月，遠傳電信子公司遠致電信標獲台灣第三代（3G）行動通訊執照。以總標金新台幣101.69億元標獲A執照（WCDMA）。
2004年1月，遠傳電信合併和信電訊。同年2月，遠傳電信轉投資之子公司遠通電收（遠東聯盟）於「高速公路電子收費系統」標案決選勝出。2005年2月，遠傳電信取得全虹企業55.3%股權。同年5月，遠傳電信正式合併遠致電信。同年8月，遠傳電信股票正式在台灣證券交易所以電子類股掛牌上市。
2006年4月，遠傳與六家亞洲主要領導行動通訊業者共組Conexus Mobile Alliance，且與國際電信巨擘Vodafone結盟，致力於推展更優質國際漫遊與企業客戶服務。同年9月，遠傳電信提供3G傳輸服務。
2007年5月，遠傳電信取得自安源資訊分割之安源通訊51%股權，以擴展無線通訊服務範疇。同年7月，遠傳電信以4.18%最低的投標價格得標WiMAX南區執照。同年8月，遠傳電信率先業界推出家用3G連線上網服務「遠傳大寬頻」。同月，遠傳電信擬發行新股以受讓新加坡電信持有之24.5%新世紀資通股份。
2008年4月，遠傳電信事業群整合旗下公司（速博、SEEDNet），成為單一品牌。
2009年4月30日，中國移動擬以每股新台幣40元認購遠傳電信私募新股4.44億股，將斥資新台幣177.73億元入股遠傳電信。未來交易完成後，外資持股量將為：NTT DoCoMo持4.1%、新加坡電信持3.5%、中國移動持12%。同年12月16日，遠傳電信取得WiMAX執照，並於12月22日開始在臺中市提供WiMAX傳輸服務。
2010年1月1日，和信電訊正式與遠傳電信合併，遠傳電信為存續公司，和信電訊為消滅公司。
2012年4月27日，新加坡電信出售该公司所持遠傳電信的全部3.98%股份，當時籌回的資金現值约新台幣80.3億元（合3.39億新加坡元）。2013年4月18日，中國移動擬入股遠傳電信一案宣告終止。同年6月，遠傳電信通過ISO 27001資訊安全管理系統認證。同年7月，遠傳電信通過ISO 9001品質認證－帳務服務。同年10月30日，台灣4G LTE執照競標案結標，遠傳電信以新台幣313.15億元標得FDD-LTE頻段（700MHz A2／1800MHz C3、C4），共計頻寬為30 MHz，並宣佈最快將可於2014年開台。
2014年6月3日，遠傳電信在遠東國際大飯店召開記者會，宣佈4G開台。同年推出「friDay」行動數位品牌，旗下包含friDay影音、friDay購物、friDay閱讀、friDay音樂、friDay PLAY等服務。
2015年2月11日，中華民國國家通訊傳播委員會核准同意遠傳電信結束WiMAX服務，在3月10日起正式停止服務。同年12月7日，台灣4G LTE 2600MHz頻率執照競標案結標，遠傳電信獲得D3（FDD-LTE）與D6（TD-LTE）等頻段，共計頻寬為65MHz。
2016年，跨足行動支付市場，推出friDay錢包，並與多家銀行合作，成為目前台灣首屈一指的手機錢包。
2022年2月25日，遠傳電信決議透過換股合併亞太電信，前者將成為存續公司，後者則為消滅公司。合併基準日暫訂為同年9月30日。
2023年3月8日，由日本國營電信NTT Docomo出售在遠傳4.71%的全數股權。據了解，NTT Docomo自和信時期就是該公司大股東，至近日也是遠傳第4大股東。NTT Docomo內部考量，近期決定出脫海外轉投資公司股份，遠傳並非NTT Docomo唯一決定出脫持股的公司。同年7月中旬，公平會以附加負擔方式，宣布通過遠傳、亞太電信合併案，因合併亞太關閉部分直營與加盟門市，亞太用戶9月開始能至遠傳門市繳費，合併基準日將落在第4季。

2023年12月15日，亞太電信正式與遠傳電信合併，遠傳電信為存續公司，亞太電信為消滅公司。

## 服務項目

### 行動通信服務

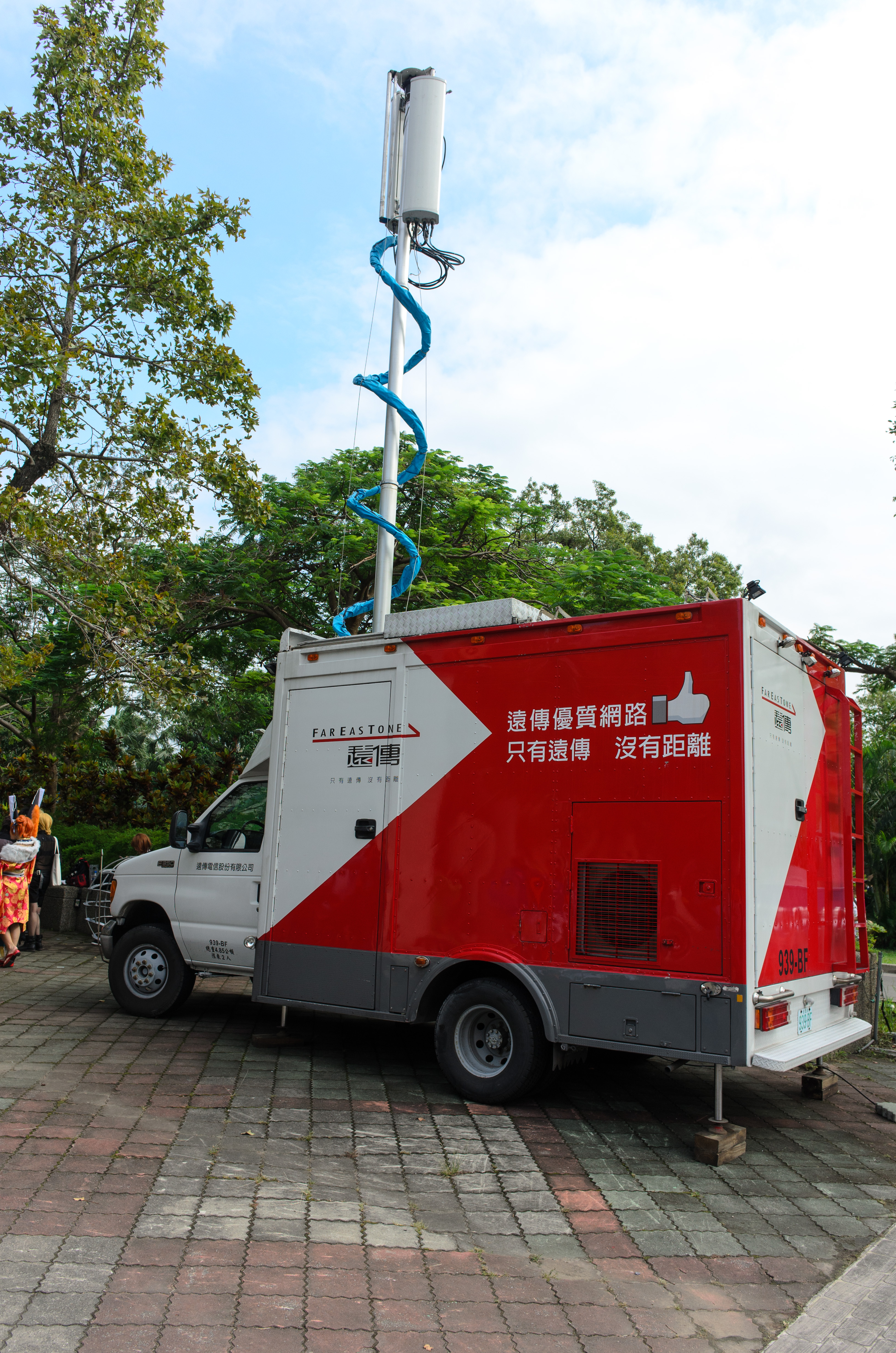
遠傳電信行動基地台

#### 3G
- WCDMA、HSDPA、HSUPA、HSPA+
- 2024年6月30日，關閉3G通話及3G行動數據（行動網路），3G通話全面改為4G(VoLTE)通話。

#### 4G LTE
- 2011年6月20日，繼2010年建置之TD-SCDMA實驗網路，遠傳電信宣佈於新北市板橋的遠東通訊園區內啟用TD-LTE實驗網。
- 2013年10月30日，遠傳電信宣佈，4G LTE將於2014年開台啟用。 [20]
- 2014年6月3日，4G LTE服務開台啟用，初期以700MHz頻段提供服務，並於8月29日啟用1800MHz頻段服務。
- 2016年3月31日，4G LTE 2600MHz正式開通，為台灣第二家啟用三頻載波聚合技術（3CA，700MHz、1800MHz、2600MHz）之電信商。[21]

##### LTE頻段
- FDD-LTE 700Mhz(Band28) (A1 10Mhz + A2 10Mhz + A3 5Mhz)
- FDD-LTE 1800Mhz(Band3) (C3 10Mhz + C4 10Mhz)
- FDD-LTE 2100Mhz(Band1) (E1 5Mhz + E2 5Mhz + E3 5Mhz)
- FDD-LTE 2600Mhz(Band7) (D3 20Mhz)
- TDD-LTE 2600Mhz(Band38) (D5 20Mhz+D6 20Mhz)

#### 5G NR
- 2020年7月3日，遠傳電信宣布，5G NR正式開台啟用。

##### NR頻段
- NR 3500Mhz(n78) (F5~F12，80Mhz)
- NR 28000Mhz(n257) (G16~G23，800Mhz)

### 網際網路服務（ISP）
- 遠傳大寬頻（Seednet）[22]
- 遠傳雲端運算服務[23]

### 數位內容服務
- friDay購物[24]：

2012年8月，推出美食 LBS App 《巷弄》，軟體剛上架就衝上 Apple App Store 免費下載排行榜第一名。
2013年，獲得遠傳電信投資。
2014年，更名為friDay購物。
2020年7月15日，將「f幣」更名為「遠傳幣」。
- friDay影音[25]：

2010年，成立「遠傳影城」。
2015年11月11日，更名為friDay影音。
2020年12月18日，投資第一部網路節目「極島冒險 溜浪玖壹壹」。
2022年12月3日，投資第一部影集「你的婚姻不是你的婚姻」。
已結束
- 遠傳S市集

2009年10月，成立「遠傳S市集」
2010年8月，推出先試用後購買的in-app purchase收費機制
2016年，結束營運。
- friDay閱讀[29]：

2010年7月，成立「遠傳e書城」。
2015年6月，更名為friDay閱讀。
2018年12月31日，結束營運。
- friDay音樂[30]：

2011年2月，與豐華唱片、金牌大風、華研國際音樂、福茂唱片、環球唱片、眾來科技合資，成立「Omusic數位音樂商店」。
2017年3月31日，更名為friDay音樂。
2023年5月1日，FriDay音樂結束營運。

#### 作品列表
網路節目
| 首播年份       | 結束年份     | 中文劇名                  | 英文劇名              | 集數 | 主持人           | 聯播策略                           |
| 2020年12月18日 | 2021年3月5日 | 極島冒險 溜浪玖壹壹第一季 | Extreme Wonderland    | 12   | 玖壹壹、寵物阿弟 | friDay影音、YAHOO TV               |
| 2021年10月22日 | 2022年1月7日 | 極島冒險 溜浪玖壹壹第二季 | Extreme Wonderland II | 12   | 玖壹壹、寵物阿弟 | friDay影音、衛視中文台、臺灣電視台 |

電視劇
| 首播年份      | 結束年份     | 中文劇名             | 英文劇名    | 集數 | 主演 | 聯播策略                               |
| 2022年12月3日 | 2023年1月7日 | 你的婚姻不是你的婚姻 | On Marriage | 10   | 劉冠廷、孫可芳、李國毅、黃迪揚、藍葦華、李杏、姚淳耀、簡嫚書、李淳、吳子霏、夏于喬、施名帥、林予晞、温貞菱、瑞瑪席丹 | 公共電視台、friDay影音、MyVideo、公視+ |

### 頻道列表
| 頻道 | 頻道名稱                          |
| ---- | --------------------------------- |
| 1    | 非凡新聞台                        |
| 2    | TVBS新聞                          |
| 3    | 東森新聞台                        |
| 4    | Bloomberg                         |
| 5    | 東森購物1台                       |
| 6    | 【台劇】新兵日記                  |
| 7    | 【陸劇】扶搖                      |
| 8    | 【陸劇】琅琊榜                    |
| 9    | 【陸劇】錦衣之下                  |
| 10   | 【陸劇】天龍八部                  |
| 11   | 【陸劇】御姐歸來                  |
| 12   | 【陸劇】秦時麗人明月心            |
| 13   | 【台劇】大時代                    |
| 14   | 【綜藝】超級總動員第15季          |
| 15   | 【綜藝】全民星攻略                |
| 16   | 【綜藝】台灣一千零一個故事        |
| 17   | 【綜藝】進擊的台灣                |
| 18   | 【綜藝】YOYO點點名第17季          |
| 19   | 【綜藝】逃跑吧好兄弟              |
| 20   | 【綜藝】來自星星的事嚇破膽鬼燈獎  |
| 21   | 【綜藝】料理甜甜圈 第7季          |
| 22   | 【綜藝】風水有關係_開運招財必殺技 |
| 23   | 【綜藝】風水有關係第30季          |
| 24   | 【陸劇】大宋傳奇之趙匡胤          |
| 25   | 【陸劇】我的青春遇見你            |
| 26   | 【陸劇】秦時明月                  |
| 27   | 【台劇】幸福來了                  |
| 28   | 【台劇】嫁妝                      |
| 29   | 【台劇】新台灣奇案                |
| 31   | 【陸劇】請叫我總監                |
| 32   | 【陸劇】暖陽之下                  |
| 33   | 【陸劇】向風而行                  |
| 34   | 【陸劇】山河令                    |
| 36   | 【綜藝】騎吧！哈林小隊            |
| 41   | 國會頻道1台                       |
| 42   | 國會頻道2台                       |

### 語音通信服務

#### 市內電話服務
固定式电话服务，为台湾地区继中华电信、亞太電信后，第三家提供市内电话之电信业者（由關係企業新世紀資通提供）
遠傳電信所提供之市內電話，門號區段可參考以下列表：
表格中所列出之門號區段，前方開頭之數字爲固定號碼，#及%號可分配、調整之範圍請見備注，*號代表其可分配、調整之範圍爲0至9；
406開頭之門號，爲全區統一撥接碼，僅可撥入無法撥出；
| 區碼 | 區域 | 服務縣市                 | 門號長度 | 門號區段                         | 备注                                        |
| ---- | ---- | ------------------------ | -------- | -------------------------------- | ------------------------------------------- |
| 02   | 台北 | 台北市、新北市、基隆市   | 8位數    | - 77#***** - 774%**** - 409***** | - #可分配之範圍從0至3 - %可分配之範圍從0至7 |
| 03   | 桃園 | 桃園市                   | 7位數    | - 27#**** - 449****              | - #可分配之範圍從0至5                       |
| 03   | 新竹 | 新竹市、新竹县           | 7位數    | - 62#**** - 449****              | - #可分配之範圍為0、1、3                    |
| 03   | 花蓮 | 花蓮縣                   | 7位數    | - 890**** - 449****              |                                             |
| 03   | 宜蘭 | 宜蘭縣                   | 7位數    | - 910****                        |                                             |
| 037  | 苗栗 | 苗栗县、新竹县峨眉乡部分 | 6位數    | - 49**** - 77****                |                                             |

## 關係企業
（括號內為股權比例）
- 新世紀資通股份有限公司（100%）
- 和宇寬頻網路股份有限公司（99.99%）
- 遠時數位科技股份有限公司（86.41%）
- 全虹企業股份有限公司（61.63%）
- 遠通電收股份有限公司（39.42%）
- 鴻邁科技股份有限公司（100%）
- 德誼數位科技股份有限公司（100%）
- 數聯資安股份有限公司（100%）

## 爭議及斷網事件
以下爭議事件及斷網事件依照發生順序列出：

### 爭議事件
- 2012年10月，一位住桃園的徐姓民眾（原住在新北市）使用遠傳市話節費盒，搬家時未通知電信業者重新設定，後因心臟不適撥打119時，電話轉接至新北市勤務中心，以致延誤就醫。[33]

### 斷網事件
- 2013年2月25日，由於是方電訊位於內湖區的麗源大樓機房火災，以至於台北網際網路交換中心(TPIX)連帶發生10年來最嚴重的全台大斷網，遠傳電信也遭受影響，當日用戶上網無法連線至國外之網站。[34]
- 2013年4月2日，由於桃園機房的機件故障，以至於北區（台北市、新北市、桃園、新竹）無預警斷線兩個小時。[35]
- 2013年11月21日，14時45分到15時10分之間，遠傳行動及Seednet用戶短暫無法正常上網。
- 2014年5月2日，約19時起，傳出桃園、新竹、花蓮等地用戶手機斷訊，無法正常撥出與接收電話，時間總計達8小時。[36]

## 註解
1. ↑  遠傳電信. . Youtube.   [2019-04-15]. （原始内容存档于2021-10-09） （中文（臺灣））.

## 外部連結
- 官方网站
- 遠傳電信的Facebook專頁（繁體中文）
- 遠傳電信的Instagram帳戶（繁體中文）
- YouTube上的遠傳電信頻道
- 台灣公司資料 （页面存档备份，存于）
- 遠傳心生活 App(Android) （页面存档备份，存于）
- 遠傳心生活 App(ios) （页面存档备份，存于）
- friDay影音 （页面存档备份，存于）